# Arman Darbo
Arman Darbo (Parigi, 2001) è un attore statunitense famoso per aver interpretato Edwin in And Then I Go e Ulysses in Greatland.

## Biografia

### Inizi
Arman Ulysses Darbo è nato a Parigi, Francia nel 2001 e si è trasferito a Pechino in giovane età, dove avrebbe vissuto per un decennio prima di risiedere negli Stati Uniti.

### Carriera
La sua carriera di attore è iniziata a 6 anni quando lui e la sua famiglia sono stati avvicinati da un agente di casting in un centro commerciale. Avrebbe recitato in vari progetti, come 3 Crazy Girls e My DV Diary, quando la sua popolarità si diffuse rapidamente. Il suo debutto cinematografico è avvenuto nel 2011 in Jian dang wei ye. L'anno seguente ha recitato in Kung Fu Man, interpretato al fianco di Tiger Chen e prodotto da Keanu Reeves. Nel 2013, ha recitato in Deep Sleep No More.
Nel 2015, Darbo è stato scritturato per Defenders of Life e ha vinto la medaglia d'argento come miglior attore under 18 ai Global Independent Film Awards.
Nel 2017, ha recitato accanto a Sawyer Barth in And Then I Go nel ruolo principale di Edwin. Barth, che nel film interpreta Flake, aveva originariamente fatto un provino anche per il ruolo di Edwin, ma è stato richiamato per interpretare il personaggio di Flake. Darbo ha descritto l'entrare nel ruolo, dicendo: "Non è che devo essere una persona completamente diversa per il ruolo, dovevo solo esplorare una parte di me stesso che non avevo mai esplorato prima."
Nel 2019, Darbo ha recitato nel film horror Itsy Bitsy e reciterà nel film di fantascienza Greatland nel ruolo di Ulysses.
Attualmente risiede a Los Angeles, California, e frequenta il Los Angeles College of Music.

## Filmografia

### Cinema
- Jian dang wei ye, regia di Sanping Han e Jianxin Huang (2011)
- Kung Fu Man, regia di Ying Ning e Cheung-Yan Yuen (2012)
- Deep Sleep No More, regia di Zicheng Jin (2013)
- Defenders of Life, regia di Dana Ziyasheva (2015)
- And Then I Go, regia di Vincent Grashaw (2017)
- Itsy Bitsy, regia di Micah Gallo (2019)
- Greatland, regia di Dana Ziyasheva (2020)

## Riconoscimenti
- 2015 – Global Independent Film Awards[5]
  - Medaglia d'argento come miglior attore under 18 per Defenders of Life